# Aichkirchen
Aichkirchen osztrák község Felső-Ausztria Welsvidéki járásában. 2021 januárjában 613 lakosa volt. 

## Elhelyezkedése

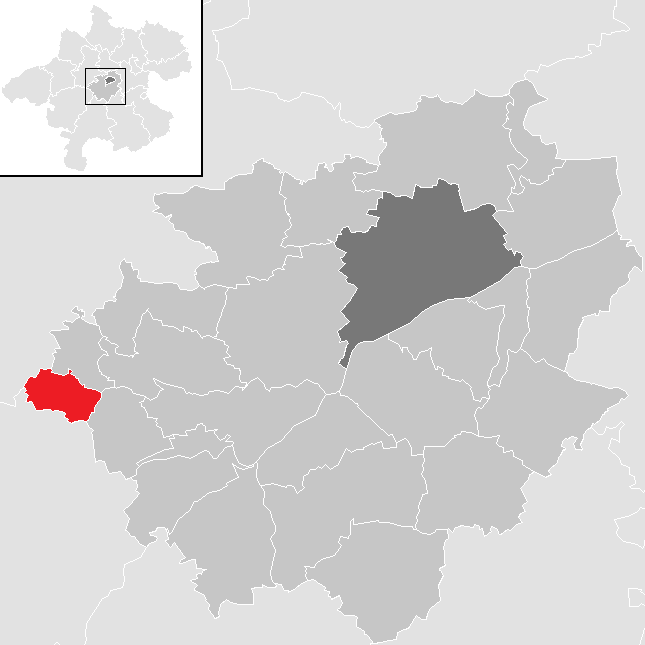
Aichkirchen a Welsvidéki járásban

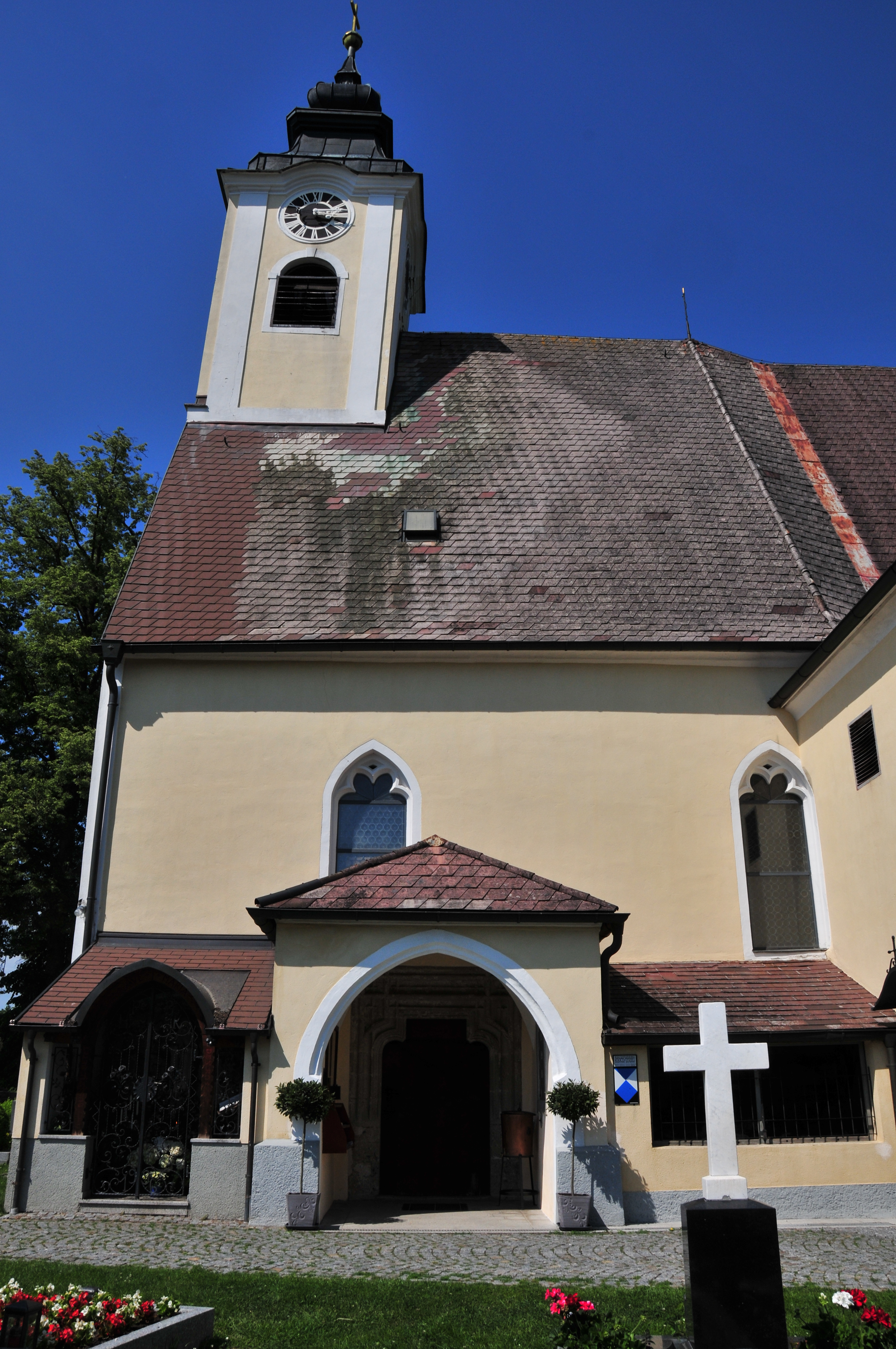
A Szt. Péter és Pál-plébániatemplom

Aichkirchen a tartomány Hausruckviertel régiójában fekszik a Hausruckvierteli-dombságon. Területének 12,7%-a erdő, 78,3% áll mezőgazdasági művelés alatt. Az önkormányzat 13 települést és településrészt egyesít: Aichkirchen (150 lakos 2020-ban), Brunngasse (20), Eisgering (44), Getzing (101), Ingerendt (8), Nopping (36), Pisdorf (51), Pitting (43), Puch (9), Rabenberg (19), Roitfeld (5), Stötten (12) és Voglhub (102). 
A környező önkormányzatok: északkeletre Bachmanning, délkeletre Neukirchen bei Lambach, délre Schlatt, délnyugatra Niederthalheim, északnyugatra Gaspoltshofen.

## Története
A régió a 12. századik a Bajor Hercegség keleti határvidékéhez tartozott, majd Ausztriához került. A terepülést 1136-ban említik először a salzburgi Szt. Péter-apátság oklevélgyűjteményében "Eicha"' néven. Az Aichkirchen elnevezés 1449-ben fordul elő elsőként. Az Osztrák Hercegség 1490-es felosztásakor a falu az Ennsen-túli Ausztria része lett. A reformáció után lakosainak többsége protestáns hitre tért, de az ellenreformáció során visszakényszerítették őket a katolikus egyházba.
A napóleoni háborúk során a települést több alkalommal megszállták. 
A köztársaság 1918-as megalakulása után Aichkirchen Felső-Ausztria tartomány része lett. Miután a Német Birodalom 1938-ban annektálta Ausztriát, az Oberdonaui gauba sorolták be. A második világháború után az ország függetlenné válásával Aichkirchen ismét Felső-Ausztriához került.

## Lakosság
Az aichkircheni önkormányzat területén 2021 januárjában 613 fő élt. A lakosságszám 1991 óta gyarapodó tendenciát mutat. 2018-ban az ittlakók 96%-a volt osztrák állampolgár; a külföldiek közül 1% a régi (2004 előtti), 1,7% az új EU-tagállamokból érkezett. 1% a volt Jugoszlávia (Szlovénia és Horvátország nélkül) vagy Törökország, 0,3% egyéb országok polgára volt. 2001-ben a lakosok 91,8%-a római katolikusnak, 2,6% evangélikusnak, 1,2% mohamedánnak, 3,4% pedig felekezeten kívülinek vallotta magát. Ugyanekkor a legnagyobb nemzetiségi csoportot a németeken (97,4%) kívül a horvátok alkották 1,4%-kal. 
A népesség változása:

| 2016 | 563 |
| 2018 | 582 |

## Látnivalók
- a Szt. Péter és Pál-plébániatemplom

## Fordítás
- Ez a szócikk részben vagy egészben  a   Bachmanning című német Wikipédia-szócikk ezen változatának fordításán alapul.  Az eredeti cikk szerkesztőit annak laptörténete sorolja fel. Ez a jelzés csupán a megfogalmazás eredetét és a szerzői jogokat jelzi, nem szolgál a cikkben szereplő információk forrásmegjelöléseként.